# هنري فوندا
هنري فوندا (بالإنجليزية: Henry Fonda)‏ (16 مايو 1905 - 12 أغسطس 1982) ممثل أمريكي، حاصل على جائزة الأوسكار عام 1981 كأفضل ممثل عن دوره في فيلمه الأخير على البركة الذهبية كما حصل بنفس الدور على جائزة الغولدن غلوب 1982. وحصل على جائزة الأكاديمية البريطانية لفنون الفيلم والتلفزيون 1957 لأفضل ممثل عن دوره في فيلم 12 رجلا غاضبا. امتدت مسيرته الفنية 46 عاما (من 1935 حتى 1981) قدم خلالها حوالي 115 فيلما سينمائيا وتلفزيونيا. يعتبر من أهم الممثلين على الإطلاق. صنفه معهد الفيلم الأمريكي في المركز السادس في قائمة أعظم 25 ممثل أمريكي.
عرف بتقديم أدوار الرجل الأمريكي المستقيم ذي الأخلاق العالية، أشهرها كانت في فيلمي عناقيد الغضب (1941) و12 رجلا غاضبا (1957). ثم خرج عن هذه الأدوار حين قدم دور قاتل وسفاح في فيلم ذات مرة في الغرب (1968). هو والد كل من الممثلة جين فوندا والممثل بيتر فوندا وجد الممثلة بريجيت فوندا.

## حياته

### السنين الأولى
ولد هنري فوندا في مايو عام 1905 في نبراسكا. هو ابن «وليم بريس فوندا» (1879-1935) و«إلما هربرتا جينيس» (1879-1934). كان والده وليم يعمل في مطبعة له. كان طموح هنري في البداية أن يكون صحفيا. في أواسط العشرينات الميلادية انضم إلى فرقة هواة مسرح تقودها «دورثي براندو» والدة الممثل مارلون براندو. في جامعة مانيسوتا التقى هنري بجيمس ستيوارت، واستمرت صداقتهما طوال العمر. عمل ستيوارت وفوندا في مسارح في نيويورك حيث أقاما هنالك في شقة صغيرة سويا. منتصف الثلاثينات الميلادية حصل الاثنان على فرصة للعمل في هوليوود. عام 1931 تزوج هنري بالممثلة «مارجريت سولافان» (1909-1960) ودام الزواج سنتين، وكان هذا زواجه الأول.

### بداية النجاح
عام 1935 مثل هنري فوندا أول أفلامه السينمائية، الفيلم الكوميدي «المزارع يريد الزواج» الذي أخرجه فيكتور فليمنغ. كان الفيلم مقتبسا عن مسرحية مثلت في برودواي عام 1934 وكان بطلها هنري نفسه. في عام 1936 تزوج هنري من فرانسيس فورد سيمور، التي أنجبت له جين وبيتر. سرعان ما أصبح فوندا الممثل الوسيم والموهوب نجما مشهورا في هوليود وقام ببطولة أفلام لمخرجين كبار في حينها مثل فريتز لانغ وويليام وايلر. قدم عام 1939 فيلم الوسترن الناجح «جيسي جيمس» بمشاركة الممثل تايرون باور. ومثل دور الرئيس أبراهام لينكون في فيلم «شباب السيد لينكون» مع المخرج جون فورد. عام 1940 عمل مرة أخرى مع المخرج جون فورد في فيلم «عناقيد الغضب» ورشح هنري لجائزة الأوسكار لأفضل ممثل (الجائزة التي فاز بها صديقه جيمي ستيوارت عن دوره في فيلم قصة فيلادلفيا). ويعتبر الكثيرون أداءه في ذلك الفيلم هو أحسن أداء له على الإطلاق. بعد الفيلم أصر داريل فرانسيس زانوك مدير استوديو فوكس على أن يوقع فوندا على عقد احتكار لمدة سبع سنوات مع الاستوديو.

### النجاح
عقب نجاح فيلم «عناقيد الغضب» أصبح هنري فوندا من أهم ممثلي جيله. رغم اكتفاء نجوم هوليوود بالعمل في السينما، كان فوندا يعمل بانتظام في المسرح طوال مسيرته السينمائية. في الأربعينات الميلادية قدم مجموعة من أهم أدواره في أفلام الوسترن الكلاسيكية مثل فيلم حادث قوس الثور (1943) وفيلمي «حبيبتي كلمنتين» (1946) و«قلعة أباتشي» (1948، بمشاركة الممثل جون وين) مع المخرج جون فورد.
عام 1950 ماتت زوجته منتحرة. فتوقف عن تمثيل الأفلام مدة خمس سنوات.

## حياته المهنية

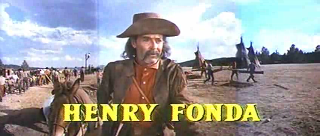
هنري فوندا من البوستر الترويجي لفيلم في كيف فاز الغرب

### بداية عمله في المسرح
في عمر العشرين، بدأ فوندا عمله بالتمثيل في مسرح مجتمع أوماها، عندما أوصته صديقة أمه دودي براندو (والدة مارلون براندو) بأن يتقدم لدورٍ شاب في مسرحية أنت وأنا، حيث اختير لدور ريكي. كان مفتونًا بالمسرح، وتعلُم كل شيء من بناء موقع التصوير حتى الإنتاج المسرحي، وكان محرجًا من قدراته التمثيلية. عندما حصل على دور البطولة في مسرحية ميرتون من الأفلام، أدرك جمالية مهنة التمثيل، إذ أنها مكنته من حرف الانتباه عن شخصيته الخاصة معقودة اللسان وخلق شخصيات مسرحية تقوم على كلمات مكتوبة لشخص آخر. قرر فوندا ترك عمله والاتجاه شرقًا في عام 1928 بحثًا عن حظه.
وصل إلى رأس كاد ولعب دورًا ثانويًا في مسرح الرأس في دينيس، ماساتشوستس. أخذه صديق إلى فالماوث في ماساتشوستس، حيث انضم إلى ممثلي الجامعة وسرعان ما صار عضوًا ذو قيمة فيها، وهي عبارة عن جماعة مسرح صيفي يجري بين الكلّيات. عمل هناك مع مارغريت سولافان، التي تزوجها لاحقًا. انضم جيمس ستيوارت إلى الممثلين بعد عدة أشهر من مغادرة فوندا، وإن أصبحا أصدقاء عمرٍ قُريب ذلك. هجر فوندا الممثلين في نهاية موسم عام 1931 -–1932 بعد ظهوره في أول دور احترافي له في فيلم الدُعابة، لسيم بينيلي. منح جوشوا لوغان، وهو طالب شاب في السنة الثانية في برينستون حظي بدورين في الفيلم، دور تورناكوينشي لفوندا، «عجوز إيطالي له لحية بيضاء طويلة وشعر أطول منها». وكان في طاقم فيلم الدُعابة إلى جانب فوندا ولوغان كل من بريتين ويندست، وكينت سميث، وإليانور فيليبس.
قُريب ذلك، توجه فوندا إلى مدينة نيويورك ليكون مع مارغريت سولافان، وكانت قد أصبحت زوجته وقتها. كان زواجهما وجيزًا، لكن عندما جاء جيمس ستيوارت إلى نيويورك تغير حظه. بالحصول على معلومات الاتصال من جوشوا لوغان، وجد جيمي، وهانك فوندا كما كانوا يلقبونه، وصبية المدينة الصغار أولاء أن بينهم الكثير من الأمور المشتركة، طالما لم يناقشوا السياسة. أصبح الرجلان رفيقا سكن وشحذا مهاراتهما في برودواي. ظهر فوندا في إنتاجات مسرحية من عام 1926 حتى عام 1934. لم يكونا أوفر حظًا من أي أمريكي داخل المهنة أو خارجها خلال الكساد الكبير، وفي بعض الأوقات لم يمتلكا أجرة المترو حتى.

### دخوله هوليوود
حصل فوندا على أول فرصة له في مجال الأفلام في عام 1935 عندما لعب دور عشيق جانيت غاينور في الإعداد التلفزيوني لمسرحية المزارع يتخذ زوجة من إنتاج استوديوهات توينتينث سينشوري فوكس؛ أعاد تقديم دوره الذي قام به في إنتاج برودواي بالاسم نفسه، ما منحه اعترافًا بالغ الأهمية. فجأة أصبح فوندا يكسب 3.000 دولار أمريكي في الأسبوع ويتناول عشاءه مع نجوم هوليووديين مثل كارول لومبارد. سرعان ما تبعه ستيوارت إلى هوليوود. وسكنا سوية مرة أخرى، في مسكن مجاور لمسكن غريتا غاربو. لعب فوندا دور البطولة في فيلم آر كي أو أنا أحلم كثيرًا عام 1935 مع نجمة المسلسلات ليلي بونز. أعلنته مجلة نيويورك تايمز «هنري فوندا، الأجدر بالمحبة في أجمة الرومانسيين الشباب الجدد». ازدهرت مسيرة فوندا في مجال الأفلام مع مشاركته سيلفيا سيدني وفريد ماكموراي بطولة فيلم درب الصنوبرة المهجورة (1936)، أول فيلم يصور بالألوان في العراء.

## زيجاته وأطفاله
تزوج فوندا ثلاث مرات وكان لديه ثلاثة أبناء أحدهم بالتبني. تزوج مارغريت سولفان في عام 1931 لكن زواجه منها سرعان ما انتهى بالانفصال ليحدث الطلاق النهائي في عام 1933.
تزوج من فرانسيس فورد سيمور بروكا في عام 1936 التي كانت أرملة رجل صناعة غني يُدعى جورج تاتل بروكا. كان لديها من زواجها السابق ابنة، فرانسيس دو فيلييه، ملقبة باسم «بان»، أنجباها في وقت قريب بعد زواجهما في عام 1931.
التقى فوندا بزوجته اللاحقة في استديوهات دينهام في إنكلترا، في التحضيرات لتصوير فيلم أجنحة الصباح (1937) وهو أول فيلم بريطاني يُصور بتقنية الألوان. أنجبا طفلين وهما جين فوندا (التي وُلدت في الحادي والعشرين من ديسمبر عام 1937) وبيتر فوندا (منذ الثالث والعشرين من فبراير عام 1940 – السادس عشر من أغسطس عام 2019)، ومن الجدير بالذكر أنهما أصبحا من الممثلين الناجحين. حصلت جين على جائزتي أوسكار عن فئة أفضل ممثلة، أما بيتر فترشح لجائزتي أوسكار إحداهما عن فئة أفضل ممثل.
في أغسطس عام 1949، أخبر فوندا فرانسيس برغبته في الطلاق ليتمكن من الزواج مجددًا؛ فلم يكن زواجه، التي دام على مدى ثلاثة عشر عامًا، مكللًا بالسعادة. ألحق اعتراف فوندا الدمار بزوجته فرانسيس واستحوذت عليها المشاكل العاطفية لسنوات عديدة لتدخل بعدها مشفى أوستن ريغز سينتر للعلاج النفسي في يناير من عام 1950. انتحرت فرانسيس في الرابع عشر من أبريل. كتبت 6 رسائل للعديد من الأشخاص قبل أن تفارق الحياة لكنها لم تترك رسالة وداع لزوجها. سرعان ما جهز فوندا مراسم دفن خاصة بحضوره مع والدة زوجته صوفي سيمور فقط. بعد سنوات لاحقة، وصف الطبيبة مارغريت غيبسون، أخصائية الطب النفسي التي عالجت فرانسيس في أوستن ريغز، هنري فوندا بأنه «نرجسي بالمطلق وبارد ومنغمس بنفسه».
في وقت لاحق من عام 1950، تزوج فوندا من سوزان بلانشارد (ملحنة) التي كانت عشيقته. بلغت سوزان من العمر حينها إحدى وعشرين عامًا، وكانت ابنة مصممة الديكور المولودة في أستراليا، دوروثي هامرستاين، وابنة زوجة أوسكار هامرستاين الثاني. تبنيا سوية طفلة اسمها أيمي فيشمان (1953). انفصلا بالطلاق بعد ثلاثة أعوام لاحقة. كانت بلانشارد تخشى فوندا ووصفت دورها في زواجهما بأنها مثل الخادمة؛ ففعلت كل شيء لإرضائه وتعاملت مع مشاكله وحلتها علمًا أنه لم يكن ليعترف بوجودها.
في عام 1957، تزوج فوندا من البارونة الإيطالية أفديرا فرانشيتي وتطلقا في عام 1961. وما هي إلا فترة وجيزة حتى تزوج فوندا من شيرلي ماي آدامز (من مواليد عام 1932) في 1965 وبقي معها حتى فارق الحياة في عام 1982. وُصفت علاقة فوندا بأبنائه بأنها «بعيدة عاطفيًا». بغض فوندا التعبير عن المشاعر في شخصيته أو في شخصية الآخرين وكان ذلك جزءًا ثابتًا في تكوين شخصيته. كلما شعر باختراق جداره العاطفي، انفجر غضبًا ليصبح بمزاج سيئ هائج يرهب عائلته. كتب بيتر فوندا في سيرته الذاتية عام 1998 بعنوان لا تخبر أبي وصفًا لأبيه يبين أنه لم يكن متأكدًا حيال مشاعره تجاهه. لم يشعر بحب والده تجاهه حتى أصبح كبيرًا في السن وحينها سمع بيتر «أحبك، يا بني». رفضت ابنته جين علاقات والدها مع الممثلين الجمهوريين أمثال جون واين وجيمس ستيوارت. أصبحت علاقتهما متوترة لدرجة كبيرة مع اتجاه جين فوندا لتصبح ناشطة يسارية. قالت جين فوندا إنها شعرت بانفصالها عن والدها وخصوصًا خلال الأيام الأولى من فترة تمثيلها. في عام 1958، التقت لي ستراسبرغ بينما كانت في زيارة لوالدها في ماليبو.

## وصلات خارجية
- هنري فوندا على موقع IMDb (الإنجليزية)
- هنري فوندا على موقع ميتاكريتيك (الإنجليزية)
- هنري فوندا على موقع الموسوعة البريطانية (الإنجليزية)
- هنري فوندا على موقع روتن توميتوز (الإنجليزية)
- هنري فوندا على موقع مونزينجر (الألمانية)
- هنري فوندا على موقع قاعدة بيانات الأفلام العربية
- هنري فوندا على موقع ألو سيني (الفرنسية)
- هنري فوندا على موقع ميوزك برينز (الإنجليزية)
- هنري فوندا على موقع تيرنر كلاسيك موفيز (الإنجليزية)
- هنري فوندا على موقع أول موفي (الإنجليزية)